# Horizon Air
Horizon Air, nome comunemente usato per Horizon Air Industries Inc., è una compagnia aerea regionale statunitense con base nell'aeroporto SeaTac dello stato Washington. Assieme alla "sorella" Alaska Airlines è proprietà di Alaska Air Group dal novembre 1986. Horizon Air è l'ottava compagnia aerea regionale degli Stati Uniti per flotta ed estensione della rete, serve 42 città tra USA e Canada.

## Storia
Horizon Air fu fondata nel maggio 1981 da Milt G. Kuolt con l'apporto degli imprenditori di zona Bruce McCaw e Joe Clark, e lo sperimentato pilota Scott Kidwell. Iniziò a volare rotte locali nello stato del Washington e dintorni il successivo 1° settembre con tre Fairchild FH.27 di seconda mano. Già nel giugno dell'anno successivo assorbì una "vicina di casa", Air Oregon, che era ubicata a Portland. Nel gennaio 1984 compì la stessa azione con Transwestern Airlines che era di base a Logan, nell'UTAH.
Nel novembre 1986 Alaska Airlines presentò un'offerta d'acquisto. Come da accordi firmati Alaska Air Group divenne proprietario dell'azienda che, tuttavia, continuò ad operare con le proprie insegne ma in code sharing con Alaska Airlines dell'ambito del marchio commerciale "Alaska Airlines Commuter".
Nel 1988 firmò un accordo di code sharing con Northwest Airlines e, dal gennaio 1989 rivestì, ma per un breve periodo, il marchio "Northwest Airlink", creato dalla grossa aerolinea per coordinare attorno a sé vettori regionali.
Nel maggio 1989 espandette il servizio internazionale volando su Vancouver e Victoria, nella regione canadese della Columbia Britannica, stavolta con più moderni ed adeguati aerei a turboelica: Dash 8-100s e Fairchild Metro.
Dal 2004 al 2007 volò anche con il marchio "Frontier JetExpress", creato dall'omonima aerolinea con ampi collegamenti nella zona delle Montagne Rocciose.
Nel 2010, Alaska Air Group decise che Horizon Air non sarebbe più stata un'entità separata. Dal 1° gennaio 2011 il vettore prese ad operare con propri aerei, ma Alaska Airlines diventava responsabile della programmazione della rete, dei relativi orari, del marketing e della vendita dei passaggi aerei. Questo cambiamento ebbe per conseguenza l'abolizione del vecchio marchio ed alla nascita di uno nuovo, denominato ALASKA Horizon.

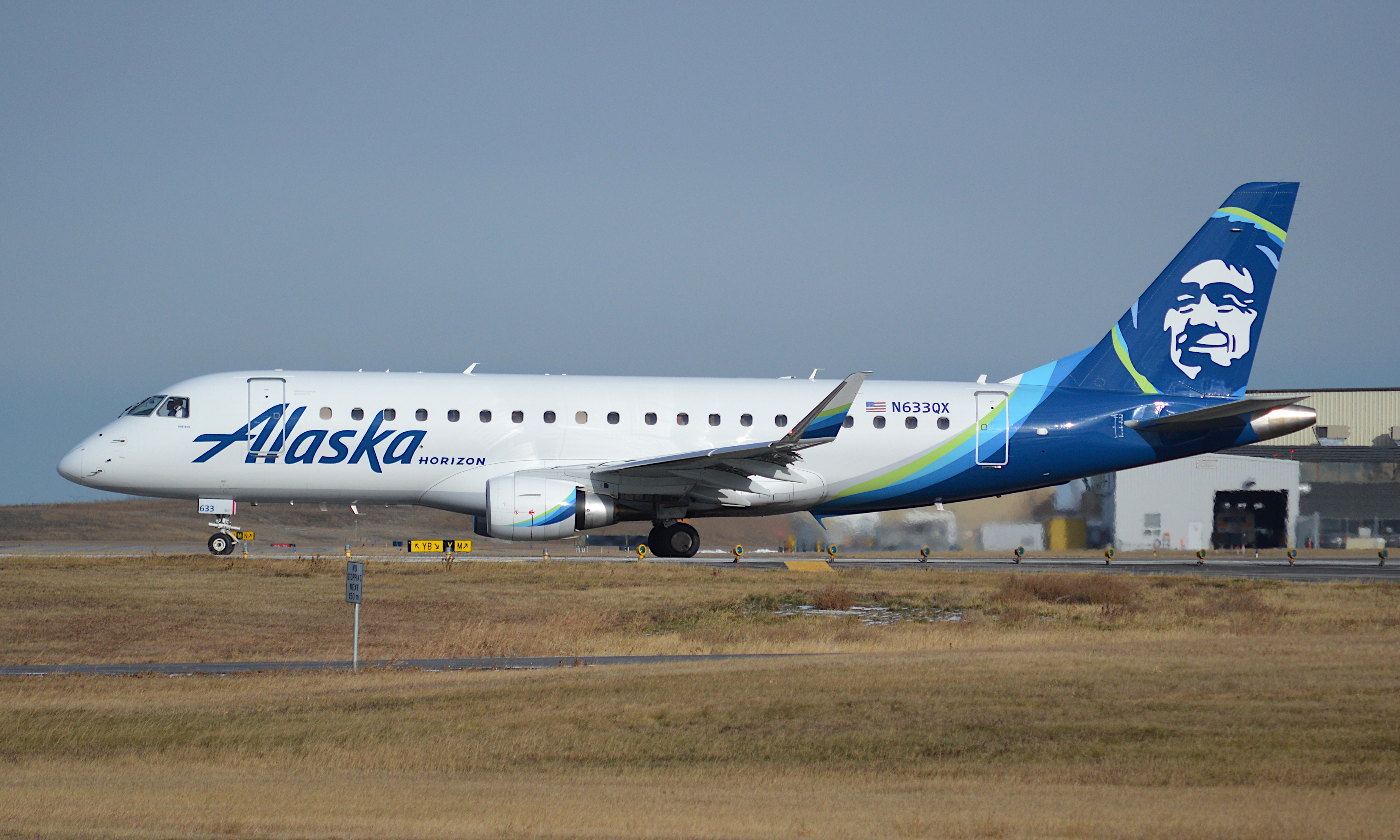
Embraer ERJ-175 nella più recente livrea.

Nell'aprile 2016 fu annunciata l'espansione della flotta, sottoscrivendo un ordine per 30 Embraer 175, i primi aviogetti nella carriera del vettore.

## Flotta

### Flotta attuale
A settembre 2024 Horizon Air utilizza unicamente aerei Embraer E-175. La flotta è così composta:

## Flotta Storica
Horizon Air operava in precedenza con i seguenti aeromobili: